# La orgía dorada
La orgía dorada es una revista musical española en dos actos, con letra de Pedro Muñoz Seca, Tomás Borras y Pedro Pérez Fernández. La música fue compuesta por Jacinto Guerrero y Julián Benlloch. Consta de dos actos, que se dividen en 19 cuadros. Se estrenó el 23 de marzo de 1928 en el Teatro Price de Madrid.

## Argumento
La pieza constituye una continuación de la obra Olé ya.. de los mismos autores que se estrenó unos meses antes en la ciudad de Sevilla. Uno de sus números más conocidos es Soldadito español, pasodoble o marcha militar que pretende ser un homenaje a los soldados españoles que participaron en la guerra de Cuba, guerra de Filipinas y guerra del Rif, el nombre de la pieza procede de la estrofa: Soldadito español, soldadito valiente, el orgullo del sol es besarte la frente.

### Cuadros
- Cuadro I. El encarguito.
- Cuadro II. La alegría de la revista.
- Cuadro III. Un continental.
- Cuadro IV. Los catetos.
- Cuadro V. Itálica famosa.
- Cuadro VI. El chiriví.
- Cuadro VII. El hotel pandereta.
- Cuadro VIII. Fiesta andaluza.
- Coadro IX. ¡A la camita!
- Cuadro X. Las joyas de la reina.
- Coadro XI. La reina del parque.
- Cuadro XII. Fado del estudiante.
- Cuadro XIII. El Rampersten.
- Cuadro XIV. El sueño.
- Cuadro XV. El pabellón marroquí.
- Cuadro XVI. Que si tu que si yo...
- Cuadro XVII. La noche de San Juan.
- Cuadro XVIII. El chato de manzanilla.
- Cuadro XIX. La orgía dorada.